# Biston melanaria
Biston melanaria là một loài bướm đêm trong họ Geometridae.